# Едвард Пухальський
Пухальський Едвард (пол. Edward Puchalski; 16 вересня 1874 — 8 листопада 1942) — російський і польський сценарист і кінорежисер.
Дебют в кінорежисурі відбувся імовірно у 1911 році.
Був сценаристом і режисером товариства «Люцифер», де поставив близько 40 картин (1915—1917).
В 1919 р. працював у кіносекції політвідділу 41 дивізії в Одесі.
Створив за власними сценаріями фільми «Паразит» і «Чотири місяці у Денікіна» (1919).
Повернувся до Польщі 1921 р., де працював до 1939 року.

## Вибрана фільмографія
- «Мазепа» (1914, консультант П. Чардиніна)
- «Ах, ці штани!» (1914)
- «Антошу корсет погубив» (1914)
- «Потоп» (1915, консультант П. Чардиніна)
- «Trędowata» (1926)
- «Łódź, miasto pracy» (1927)
- «Ludzie dzisiejsi» (1928) та ін.